# She-Hulk (Lyra)
She-Hulk (Lyra) es una antiheroína ficticia que aparece en los cómics estadounidenses publicados por Marvel Comics. Ella es de un futuro alternativo de la línea de tiempo principal de Marvel, y es la hija de Thundra de esa realidad y Hulk del 616.

## Historial de publicaciones
Creada por el escritor Jeff Parker y el artista Mitch Breitweiser, Lyra apareció por primera vez en una historia única titulada Hulk: Raging Thunder # 1 (agosto de 2008), y luego en Hulk Family: Green Genes # 1 (febrero de 2009). El personaje "recibió suficiente respuesta positiva de los fans como para ganarle una prueba en una nueva miniserie". Así que en 2009 comenzó All New Savage She-Hulk, una serie limitada de cuatro números, escrita por Fred Van Lente con lápices de Robert Q. Atkins y Peter Vale.
She-Hulk apareció como personaje secundario en Academia Vengadores comenzando con el número 20 (diciembre de 2011), haciendo varias apariciones a lo largo de la serie.

## Biografía ficticia
Tras el fallido intento de asesinato durante el cual se destruye un componente clave de la matriz de nacimiento genética masculina, robado para reemplazar un componente idéntico de la matriz de Femizon, Lyra es enviada al pasado a la era de Dark Reign en la Tierra-616 en una última - abandonar el intento de evitar la extinción de su pueblo. Con la ayuda de Boudicca, un muñeco de juguete digital reprogramado con tecnología Femizon, Lyra comienza a buscar al héroe más grande de la época, por lo que inevitablemente se refiere a un hombre, debido a la definición de la palabra maldición específica masculina en su cultura. Debido a que muchas de las tribus de hombres en guerra se llevaron a antiguos héroes como Wolverine y Sentry como símbolos de adoración para continuar su guerra contra las Femizons, Lyra espera que al matar al héroe más grande, los hombres no tengan nada que adorar y muchas Femizons se salvarán.
Ella entra en conflicto con la original She-Hulk (Jennifer Walters). En esta pelea, She-Hulk hace referencias a Thundra y cómo se parece a Lyra, lo que enfurece a Lyra. Luego se descubre que Lyra se debilita a medida que se enoja más. Antes de que Jennifer pueda capitalizar, el Sentry interviene. Lyra le dice a Sentry que está buscando al héroe más grande, y el nombre de ese héroe es Norman Osborn. Cuando Lyra finalmente logra enfrentarlo, ella revela que su misión no es matarlo, sino reproducirse con él. Al besarlo, ella recuerda todo el mal que él será responsable de crear en el futuro y se niega a seguir adelante. Norman y el resto de los Vengadores Oscuros arrinconan a Lyra, pero Jennifer Walters se apresura a ayudarla. Ambos logran escapar con la ayuda de A.R.M.O.R. En lugar de regresar a su Tierra, Lyra decide quedarse y convertirse en agente de A.R.M.O.R.
Lyra salió en busca de Jennifer Walters, ya que solo ella podía ayudarla en la orientación en la Tierra-616. Sin embargo, ella es atacada por el Cuerpo Gamma, que fueron contratados por Osborn para capturarla a ella y a Boudicca para recuperar archivos incriminatorios que le robó a Osborn y para obtener conocimiento del futuro que sería beneficioso para Osborn. Lyra, sin embargo, resulta ser demasiado difícil de capturar. Más tarde se la ve en compañía de Red She-Hulk y M.O.D.O.K. y se ha unido a sus filas por razones desconocidas. Después de que Thundra traiciona a Intelligencia para ayudar a Red Hulk, Lyra toma su posición en los Cuatro Terribles.
Más tarde se revela que Lyra solo se unió a los Cuatro Terribles con la esperanza de obtener información sobre el paradero de Jennifer. La encuentra en estasis en una base de Intelligencia. Lyra logra liberarla, pero ambos son atacados por Red She-Hulk. Después de una breve pelea con ella, logran convencerla de luchar junto a ellos para detener a Intelligencia. Tras la derrota de Intelligencia, Lyra comienza a viajar con su padre, su hermano, Jennifer, Rick Jones y Betty Ross.
Durante la historia de Fear Itself, Lyra se une a Namor, Loa y Doctor Strange cuando Namor necesita ayuda para recuperar Nueva Atlántida de manos de Attuma, quien se transformó en Nerkodd: Destructor de Océanos. El grupo incluso cuenta con la asistencia de Silver Surfer cuando llega para ayudar.
Siguiendo la historia de Fear Itself, Lyra es vista como parte de la nueva clase de estudiantes cuando la Academia Vengadores se muda a la antigua sede de los Vengadores de la Costa Oeste.
Después de su tiempo en la Academia Vengadores, Lyra resurge más tarde en una cruzada ambiental contra las operaciones de fracking de grandes corporaciones. Hulk, ahora controlado por su personaje de Doc Verde, embosca a Lyra e intenta derrotarla como parte de su plan para librar al mundo de superhumanos con poder Gamma. Él planea enviarla de regreso a su línea de tiempo original, pero el proceso es secuestrado por la I.A. de Doc Verde, Gammon, quien en cambio atrapa a Lyra en una dimensión alternativa infernal. Randall Jessup y Daman Veteri (dos de los asistentes de Doc Verde) finalmente logran localizar a Lyra, solo para descubrir que se ha convertido en la emperatriz de la dimensión a la que fue desterrada, subyugando a la población masculina e incluso forzando a algunos de ellos a entrar en su propia realeza, harén de esclavas sexuales. Sin embargo, formó un matriarcado pacífico como su mundo natal y preferiría quedarse allí que regresar. Los tres son teletransportados accidentalmente de regreso a la Tierra-616, y Veteri y Jessup aceptan convertirse en sirvientes de Lyra hasta que encuentren la manera de llevarla de regreso a su reino.
Más tarde se demuestra que Lyra dejó el 616 y se reunió con su madre en Mundo Extraño, donde las dos se divierten allí.

## Poderes y habilidades
En un estado de calma, Lyra posee una gran fuerza sobrehumana, que puede mejorar aún más a través de un trance de lucha meditativo (que también mejora en gran medida su percepción sensorial de su entorno), así como resistencia, durabilidad, agilidad y velocidad sobrehumanas.
Aunque es comparable a Colossus, por ejemplo, incluso cuando está en su apogeo, Lyra posee menos poder en bruto que el nivel básico / tranquilo de la original She-Hulk. A diferencia de su padre, Hulk, Lyra en realidad se vuelve más débil en lugar de más fuerte cuando se enoja. Ella todavía mantiene una fuerza sobrehumana, siendo su fuerza más baja equivalente a la de Spider-Man. Esto fue hecho por sus creadores de Femizon, como una forma segura de evitar que ella se volviera contra ellos. Su padre le había inyectado tecnología S.P.I.N. que inhibía o modificaba el poder que negaba la debilidad, permitiéndole transformarse en un estado humano sin poder a voluntad y convertirse en su forma de Hulk cuando se enojaba como el resto de su familia. Sin embargo, esta alternancia fue solo temporal y sus poderes habían vuelto a ser como estaban cuando se unió a los Defensores.
Lyra desarrolló una técnica que le permite luchar en un estado meditativo similar a un trance cuando está completamente tranquila y en paz. A través de su práctica, Lyra puede sentir rastros diminutos de rayos gamma en cada ser humano y usarlos para aumentar su percepción y reflejos, y en este estado aparentemente posee una habilidad de lucha más alta que cualquiera de los otros miembros de su familia, pudiendo hacerlo sin ayuda de forma sumaria. Derrota a todo el equipo de los "Vengadores Oscuros" de Norman Osborn, con la excepción de Sentry.
Lyra puede saltar más de 600 pies hacia arriba y 1000 pies de ancho. También posee inmunidad al Simbionte Venom, al que ella llama "flor negra", debido a una vacuna inyectada cuando era niña.
Gracias a su educación, es una experta luchadora y asesina con experiencia en la lucha contra humanos superpoderosos y militares. También está familiarizada con una amplia variedad de tecnología del futuro y conoce mucha historia futura que, a pesar de sus mejores esfuerzos, parece estar desarrollándose de la manera que le enseñaron.

## En otros medios

### Videojuegos
- Lyra aparece como un disfraz / personaje alternativo para She-Hulk en Marvel vs. Capcom 3: Fate of Two Worlds.

## Ediciones recopiladas
- All-New Savage She-Hulk vol. 2 #1–4